# Sorbon Sisters
Sorbon Sisters var en svensk sångtrio verksam åren 1935–1941.
Sångtrion bildades 1935 av systrarna Marie-Louise, Ulla och Stina Sorbon. Gruppen var verksam i såväl Sverige som Danmark och Tyskland. Trion medverkade i kortfilmen S.F. cabaret 1936. År 1941, då Ulla Sorbon avled, lades gruppen ner.

## Diskografi
- En liten stjärna föll, med Bosse Rosendahls orkester
- En viol, Monsieur, med Bosse Rosendahls orkester
- När kvällens skuggor falla, med Margita Sylvén, Allan Bohlin och Södra teaterns orkester
- Två små flickor uti en revy, med Södra teaterns orkester